# Teresew
Teresew (prononciation [tɛˈrɛsɛf]) est un village de la gmina de Kiernozia, du powiat de Łowicz, dans la voïvodie de Łódź, situé dans le centre de la Pologne.

## Administration
De 1975 à 1998, le village était attaché administrativement à l'ancienne voïvodie de Płock.

Depuis 1999, il fait partie de la nouvelle voïvodie de Łódź.